# Aceite de nim

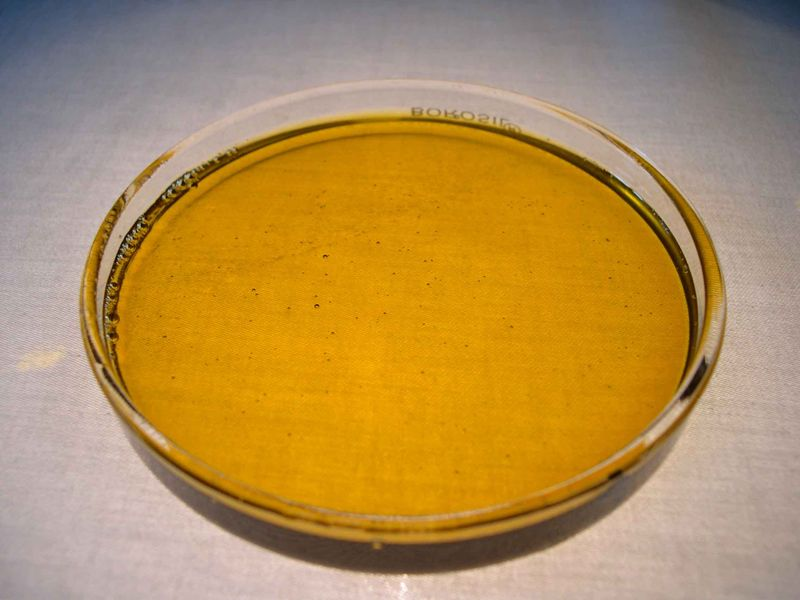
Aceite de nim.

El aceite de nim, en español 'margosa', es un aceite vegetal extraído de las frutas y semillas del árbol de nim, una planta de hoja perenne endémica del subcontinente indio y que ha sido introducida en otras muchas zonas de los trópicos.
Este aceite es quizás el producto comercialmente más importante de los derivados del nim. Es usado en agricultura y en medicina.

## Características
El aceite de nim suele ser de color marrón más o menos oscuro, amargo y tiene un olor bastante fuerte que se dice que está entre el del cacahuete y el del ajo. Está compuesto principalmente de triglicéridos y una importante cantidad de compuestos triterpenoides, que son los responsables del sabor amargo. De modo natural es hidrófobo y para que pueda ser emulsionado en agua para poder aplicarlo debe ser formulado con surfactantes apropiados.
El aceite de nim también contiene esteroides (campesterol, beta-sitosterol, estigmasterol) y un amplio abanico de triterpenoides entre los que se encuentra la azadiractina que es el más conocido y estudiado. La azadiractina contenida en el aceite de nim varía de 300 a 2500 ppm dependiendo de la tecnología usada en la extracción y la calidad de las semillas utilizadas. 
| Composición media de los ácidos grasos del aceite de nim | Composición media de los ácidos grasos del aceite de nim | Composición media de los ácidos grasos del aceite de nim |
| Nombre vulgar                                            | Nombre del ácido                                         | Porcentaje                                               |
| -------------------------------------------------------- | -------------------------------------------------------- | -------------------------------------------------------- |
| Omega-6                                                  | Ácido linoleico                                          | 6-16%                                                    |
| Omega-9                                                  | Ácido oleico                                             | 25-54%                                                   |
| Ácido palmítico                                          | Ácido hexadecanoico                                      | 16-33%                                                   |
| Ácido esteárico                                          | Ácido octadecanoico                                      | 9-24%                                                    |
| Omega-3                                                  | Ácido alfalinoléico                                      | ?%                                                       |
| Ácido palmitoleico                                       | Ácido 9-hexadecanoico                                    | ?%                                                       |

## Métodos de extracción
El rendimiento en aceite de nim que se puede obtener de las semillas puede variar entre el 25 y el 45%. Se puede obtener moliendo y prensando las semillas del árbol de nim, este proceso puede hacerse en frío o en caliente, o bien mediante una extracción por disolventes de las semillas. Una importante industria extrae con hexano el aceite que queda en los residuos o torta que queda como subproducto del prensado. Este aceite extraído con disolventes es de peor calidad comparado con el obtenido mediante prensado en frío y principalmente se utiliza para la fabricación de jabón.

## Usos
El aceite de nim no se usa en el cocinado de alimentos, pero en India y Bangladés, se usa en la elaboración de cosméticos (jabón, productos para el cabello, cremas corporales, crema de manos) y en la medicina Ayurvédica, Unani y la medicina tradicional se ha usado en un amplio abanico de afecciones. El uso más citado en las antiguas escrituras ayurvédicas era para su aplicación en afecciones de la piel, inflamaciones y fiebres, y más recientemente en desórdenes reumáticos, como repelente de insectos, y como insecticida.
El uso tradicional del aceite de nim en la medicina ayurvédica incluye los tratamientos contra el acné, fiebre, lepra, malaria, oftalmitis y tuberculosis. Varios remedios tradicionales de aceite de nim son utilizados como antihelmíntico, antiséptico, diurético, emenagogo, contraceptivo, febrífugo, parasiticida, pediculicida e insecticida. También ha sido utilizado en la medicina tradicional para el tratamiento del tétanos, urticaria, eczema, escrófula y erisipela. Las vías tradicionales de suministro de aceite de nim incluyen la vía oral, vaginal y tópica. El uso del aceite de nim tiene un gran historial en la India y países limítrofes para multitud de usos. Puri (1999) ha hecho una relación de usos tradicionales, terapéuticos y estudios farmacológicos de este aceite en su libro titulado neem.
La monografía de la Organización Mundial de la Salud (WHO), teniendo en cuenta su toxicidad por vía sistémica, aconseja reducir su uso medicinal a la aplicación tópica como anticonceptivo para uso intravaginal, para el tratamiento de infecciones vaginales y como un repelente de mosquitos.
Las formulaciones hechas con aceite de nim también se encuentran en un gran número de pesticidas utilizados en agricultura convencional y ecológica, ya que controla distintos insectos que pueden convertirse en plaga, tales como cotonet, rosquilla, pulgones, oruga de la col, trips, moscas blancas, ácaros, cucarachas, moscas del champiñón, minadores de hojas, orugas, langosta, nematodos y otros insectos y arácnidos. No se conoce que el aceite de nim sea tóxico para los mamíferos, pájaros o para algunos animales beneficiosos como lombrices, abejas y mariquitas de siete puntos. Puede ser utilizado como insecticida en las viviendas contra hormigas, chinche de las camas, cucarachas, moscas domésticas, caracoles, termitas y mosquitos como repelente y larvicida (Puri 1999).
Para su uso como insecticida, el aceite de nim debe ser diluido en agua en la proporción que se indique en el envase, y pulverizarlo o aplicarlo al suelo, según sean las recomendaciones. Es necesario añadirle un surfactante para que se mezcle con el agua. Si viene formulado sin este surfactante, se puede utilizar por ejemplo un lavavajillas normal.[cita requerida]
Precaución:
El aceite de nim tiene propiedades que impiden el implante del óvulo humano y también puede tener un efecto abortivo similar al del poleo, los frutos del enebro, mirra, y la angélica. Los efectos se comprobaron en ratas de laboratorio hasta diez días después de la fertilización aunque el efecto era mayor en los tres primeros días. (Sinha, et al., 1984); (Lal et al., 1985). En un ensayo con ratas, se les dio aceite de nim por vía oral entre ocho y diez días después del feto en el útero. En todos los casos, hacia los quince días después, los embriones fueron completamente reabsorbidos por el cuerpo. Los animales recuperaron su fertilidad en el siguiente ciclo menstrual no mostrando ningún problema físico. Los estudios detallados en ratas muestran un incremento de los niveles de gamma interferón en el útero. El aceite de nim mejora la respuesta inmune del útero (Mukherjee, 1996). El uso poscoital del aceite de nim como anticonceptivo parece no funcionar por vía hormonal, pero produce cambios en los órganos que hacen que el embarazo no sea viable (Tewari, 1989) (Bardham, 1991).
Ensayos realizados con azadiractina (el principal componente de efecto insecticida del aceite de nim) para su autorización como insecticida, mostraron que cuando se alimentaba a machos de rata blanca de laboratorio con hojas de árbol de nim durante once semanas, estas quedaron en un 100% infértiles aunque de modo reversible.
El aceite de nim al igual que otros productos derivados del árbol de nim como son sus hojas o infusiones a base de las mismas no deben ser consumidos por mujeres embarazadas, mujeres intentando concebir o niños. Su consumo prolongado puede provocar daños en el hígado. Los productos tales como el jabón de nim, champú y pasta de dientes que no son ingeridos pero se usan externamente, se consideran seguros para mujeres embarazadas o intentando concebir.[cita requerida]

## Otras lecturas
- Rajeev Seenappa, (2009) Dinkal Agro Inc: Organic for Healthy Living
- Puri, H.S. (1999) Neem: The Divine Tree. Azadirachta indica. Harwood Academic Publications, Ámsterdam. ISBN 90-5702-348-2.
- Evaluation of Cold-Pressed Oil from the Seed Kernels of Azadirachta Indica (A.Juss), Meliaceae (Neem) for use in Listable Therapeutic Goods; Office of Complementary Medicines, Therapeutic Goods Administration (TGA), Australia
- N. Kaushik and S. Vir. Variations in fatty acid composition of neem seeds collected from the Rajasthan state of India; Biochemical Society Transactions 2000 Volume 28, part 6
- Schmutterer, H. (Editor) (2002) The Neem Tree: Source of Unique Natural Products for Integrated Pest Management, Medicine, Industry And Other Purposes (Hardcover),2nd Edition, Weinheim, Germany: VCH Verlagsgesellschaft .ISBN 3-527-30054-6
- Vietmeyer, N. D. (Director) (1992), Neem: A Tree for Solving Global Problems. Report of an ad hoc panel of the Board on Science and Technology for International Development, National Research Council, Washington, DC, USA: National Academy Press. pp.71–72. ISBN 0-309-04686-6
- WHO monographs on selected medicinal plants, Vol. 3. 2007

- Datos: Q910656
- Multimedia: Neem oil / Q910656